# SQLJ
SQLJ — підмножина стандарту SQL, спрямована на об'єднання переваг синтаксису мов SQL та Java заради зручності реалізації бізнес-логіки та роботи з даними. Цей стандарт розроблено консорціумом, що складається з компаній IBM, Micro Focus, Microsoft, Compaq (точніше, його підрозділ, що займається СУБД, котрий, скоріш, можна віднести до придбаної компанії Tandem), Informix, Oracle, Sun та Sybase.

## Передісторія
На момент появи консорціуму JSQL (що згодом став однойменим зі розробленим ним стандартом) в 1997 році ідея про взаємодію реляційних СУБД і програм на Java була не нова. Компанією JavaSoft (дочірнім підрозділом компанії Sun) уже було розроблено інтерфейс JDBC (англ. Java DataBase Connectivity — «з'єднання з БД засобами Java»), включений у стандарт мови, починаючи з моменту випуску JDK 1.1. Однак унаслідок певних причин (див. «SQLJ і JDBC») можливостей, що надаються цим інтерфейсом, було недостатньо.
Специфікація стандарту SQLJ складається з трьох частин:
- Рівень 0 регламентує вбудовування SQL-операторів у текст програми на Java;
- Рівень 1 визначає зворотне включення, а саме, реалізацію в  СУБД, що використовують SQL, збережених процедур і функцій на мові Java;
- Рівень 2 встановлює відповідність між типами даних.

До кінця 1998 року всі три рівні специфікації були завершені й подані до розгляду в ANSI як доповнення до стандарту SQL. Перші дві частини нового стандарту були включені відповідно в частини SQL/OLB й SQL/PSM стандарту SQL:1999; третя частина увійшла як окремий модуль SQL/JRT до стандарту SQL:2003
Зазвичай у застосуванні до розробки додатків, що працюють з БД, під SQLJ здебільшого розуміють саме рівень 0.

## Приклад коду
Наведемо простий приклад Java-класу, що використовує SQLJ для отримання результатів запиту з Oracle.
```
import
 
java.sql.*
;

import
 
oracle.sqlj.runtime.Oracle
;

public
 
class
 
SingleRowQuery
 
extends
 
Base
 
{

   
public
 
static
 
void
 
main
(
String
[]
 
args
)
 
{

      
try
 
{

         
connect
();

         
singleRowQuery
(
1
);

      
}
 
catch
 
(
SQLException
 
e
)
 
{

         
e
.
printStackTrace
();

      
}

   
}

   
public
 
static
 
void
 
singleRowQuery
(
int
 
id
)
 
throws
 
SQLException
 
{

      
String
 
fullname
 
=
 
null
;

      
String
 
street
 
=
 
null
;

      
#
sql
 
{

         
SELECT
 
fullname
,

            
street
 
INTO
 
:
OUT
 
fullname
,

            
:
OUT
 
street
 
FROM
 
customer
 
WHERE
 
ID
 
=
 
:
IN
 
id
};

      
System
.
out
.
println
(
"Customer with ID = "
 
+
 
id
);

      
System
.
out
.
println
();

      
System
.
out
.
println
(
fullname
 
+
 
" "
 
+
 
street
);

   
}

}

```

З розгляду наведеного коду зрозуміло, що в сам текст процедури singleRowQuery вбудовується SQL-запит, і це вбудовування організовано за певними правилами:
- Текст запиту знаходиться всередині директиви #sql {...};
- Змінні, зовнішні відносно SQL-запиту, задаються в ньому всередині в певному форматі

Детально всі синтаксичні конструкції буде розглянуто далі.

## SQLJ і JDBC
В чому ж причини створення двох паралельних стандартів для реалізації технологій доступу до СУБД?
Для початку слід зазначити, що SQLJ і JDBC належать до різних родин стандартів і концептуально вони різні. JDBC є API, що входить у стандарт мови Java й орієнтований на передачу сформованої програмою SQL-конструкції в БД, а також обробку результату. SQLJ же є підмножиною стандарту SQL SQL/OLB — для нього первинним є поняття бази даних, а мова, в яку включаються SQL-конструкції, вторинний. Згідно з цим стандартом вбудовування SQL-операторів допускається не лише в Java, але й у мови програмування Ada, C, COBOL, Fortran, MUMPS, PL/1.
Далі, використання SQLJ насправді неявно означає виклик JDBC-методів, оскільки в даному випадку вони виконують роль відповідно високо- й низькорівневого API. Якщо заглибитися в подробиці реалізації технологій SQLJ і JDBC, то можна виявити, що будь-які SQLJ-директиви прозоро для програміста спеціальною підсистемою (SQLJ-препроцесором) транслюються в JDBC-виклики. Завдяки цьому можна спокійно поєднувати в одному фрагменті коду SQLJ- і JDBC-виклики, за необхідності використовуючи спільний контекст.
Насправді в кожному конкретному випадку, коли потрібне виконання SQL-оператора, вибір між SQLJ і JDBC слід робити, виходячи з характеру очікуваної операції. Якщо це складний пошуковий запит з можливими варіаціями за кількістю умов на пошук — тоді однозначно доцільніше формування текстового рядка запиту й подальше його виконання через JDBC; якщо ж потрібна просто підстановка якихось змінних або обчислюваних виразів — тоді ергономічніше з точки зору довжини коду буде написати SQLJ-директиву.

## Синтаксис
Для того, щоб ефективно використовувати синтаксичні нововведення, внесені стандартом SQLJ, необхідно попередньо розібратися в їх особливостях, пов'язаних з процесом розбору SQLJ-конструкцій.
Будь-які SQLJ-конструкції починаються з директиви #sql, зокрема, блоки, що містять власне SQL-запити, задаються як #sql {…}.

### Зовнішні змінні
В термінології SQLJ зовнішньою змінною (англ. host variable) називається змінна SQLJ-конструкції, використовувана для отримання значень чи передачі їх у зовнішнє відносно конструкції програмне середовище. Наприклад:
```
int
 
i
,
 
j
;

i
 
=
 
1
;

#
sql
 
{
	
SELECT
 
field
 
INTO
 
:
OUT
 
j

            
FROM
 
table

            
WHERE
 
id
 
=
 
:
IN
 
i
 
};

System
.
out
.
println
(
j
);

```

Зовнішні змінні для уникнення неоднозначностей мають задаватися в певному вигляді, а саме:
:[IN|OUT|INOUT] <ім'я змінної>.
Модифікатори IN, OUT, INOUT опціональні й використовуються для вказання змінних, котрі, власне, передають значення з-за меж усередину SQLJ-конструкції; повертають значення назовні й виконують обидві функції. Дані ключові слова вживаються не лише для цього — також вони задають метод доступу до зовнішніх змінних усередині SQLJ-конструкції: за наявності модифікатора IN можливе лише читання значення змінної, за наявності OUT — лише запис, за наявності INOUT — повний доступ. За умовчанням (за відсутності явно заданого модифікатора) змінні оголошуються з неявним модифікатором INOUT.

### Зовнішні вирази
Замість просто змінних в SQLJ-конструкціях можна використовувати вирази, що містять зовнішні змінні, що частіше називаються просто зовнішніми виразами (англ. host expressions). Вони мають певний синтаксис:
:( <вираз> )
Основний нюанс при використанні зовнішніх виразів полягає в тому, що їх використання може потягнути за собою певні наслідки, пов'язані з тим, що розбір SQLJ-конструкції препроцесором за наявності кількох зовнішніх виразів іде в визначеному порядку, а при використанні в виразах присвоювань результат присвоєння може передаватися в програмне середовище.
Для ілюстрації цих двох моментів розберімо простий приклад використання зовнішніх виразів:
```
int
 
i
 
=
 
1
;

#
sql
 
{
	
SELECT
 
result

	    
FROM
  
table1

	    
WHERE
 
field1
 
=
 
:(
x
[
i
++]
)
 
AND
 
field2
 
=
 
:(
y
[
i
++]
)
 
AND
 
field3
 
=
 
:(
z
[
i
++]
)
 
};

System
.
out
.
println
(
i
);

```

Виходячи з досвіду програмування, можна зробити припущення, що
1. Значення змінної i в процесі розбору SQL-виразу не змінюватиметься;
2. Сформований запит буде мати вигляд

```
SELECT
 
result

    
FROM
    
table1

    
WHERE
   
field1
 
=
 
:(
x
[
1
])
 
AND
 
field2
 
=
 
:(
y
[
1
])
 
AND
 
field3
 
=
 
:(
z
[
1
])

```

Однак і перше, і друге твердження — хибні. Для перевірки цього складімо просту схему, що прояснить порядок розбору даної конструкції SQLJ-препроцесором:

i = 1 

x[i++] > x[1], i = 2 

y[i++] > y[2], i = 3 

z[i++] > z[3], i = 4 

Отже:
1. Після виконання SQLJ-директиви матиме місце i = 4;
2. Виконуватись буде запит

```
SELECT
 
result

    
FROM
    
table1

    
WHERE
   
field1
 
=
 
:(
x
[
1
])
 
AND
 
field2
 
=
 
:(
y
[
2
])
 
AND
 
field3
 
=
 
:(
z
[
3
])

```

### Контексти
В термінології SQLJ і JDBC контекстом підключення називається сукупність із трьох параметрів, що однозначно ними визначається:
1. назва бази даних;
2. ідентифікатор сесії;
3. ідентифікатор активної транзакції.

Для будь-якої SQLJ-конструкції контекст, у якому вона буде виконуватись, можна визначити явно: #sql [<контекст>] {…}.
В рамках директиви #sql можна також створювати нові контексти для наступного використання: #sql context <контекст>. Якщо контекст явно не задано, то конструкція вважається виконуваною в контексті за умовчанням (англ. default context).
За необхідності контекст за умовчанням може бути зміненим.

### Ітератори
Ітератором в термінології стандарту SQLJ називається об'єкт для зберігання результату запиту, що повертає більше одного запису. За своєю суттю й реалізацією він являє собою не просто множину записів, а множину деяким упорядкуванням у ній, що дозволяє обробляти отримані записи послідовно. В цьому плані ітератор має багато спільного з курсором.
Стандартом передбачені два типи ітераторів — різниця між ними достатньо цікава: ітератори з прив'язкою за позицією — вимагають більш SQL-подібного синтаксису, на відміну від ітераторів з прив'язкою за стовпчиками, котрі дуже близькі за способом використання до об'єктів.

#### Ітератори з прив'язкою за позицією
Першим типом ітератора є ітератор з прив'язкою за позиціями. Він оголошується так: #sql public iterator ByPos (String, int). Ясно видно, що в даному випадку прив'язка результатів запиту до ітератора здійснюється просто за збігом типів даних між ітератором і результатом запиту. Однак для цього потрібно, щоб типи даних у ітератора й результату запиту могли бути відображені один на одного відповідно до стандарту SQL/JRT.
Створімо просту таблицю:
```
CREATE
 
TABLE
 
people
 
(

	
fullname
 
VARCHAR
(
50
),

	
birthyear
 
NUMERIC
(
4
,
0
))

```

Тепер з допомогою ітератора першого типу й конструкції FETCH … INTO … проведімо вибір даних з результату запиту:
```
ByPos
 
positer
;

String
 
name
 
=
 
null
;

int
 
year
 
=
 
0
;

#
sql
 
positer
 
=
 
{
SELECT
 
fullname
,
 
birthyear
 
FROM
 
people
};

for
(;;)

{

	
#
sql
 
{
FETCH
 
:
positer
 
INTO
 
:
name
,
 
:
year
};

	
if
 
(
positer
.
endFetch
())

		
break
;

	
System
.
out
.
println
(
name
 
+
 
" was born in "
 
+
 
year
);

		

}

```

Першою директивою здійснюється прив'язка результату запиту до ітератора; другою з допомогою конструкції FETCH … INTO … з результату послідовно зчитується по одному запису.

#### Ітератори з іменуванням стовпчиків
Другим  типом ітератора, більш наближеного за використанням до звичайних об'єктів, є ітератор з іменуванням стовпчиків. Для вказаної таблиці створення ітератора другого типу буде виглядати так:
```
#
sql
 
public
 
iterator
 
ByName
 
(

	
String
 
fullNAME
,

	
int
 
birthYEAR
);

```

Використовується він як звичайний об'єкт, а саме, доступ до полів здійснюється через відповідні акцесорні методи:
```
ByName
 
namiter
;

#
sql
 
namiter
 
=
 
{
SELECT
 
fullname
,
 
birthyear
 
FROM
 
people
};

String
 
s
;

int
 
i
;

while
 
(
namiter
.
next
())

{

	
i
 
=
 
namiter
.
birthYEAR
();

	
s
 
=
 
namiter
.
fullNAME
();

	
System
.
out
.
println
(
s
 
+
 
" was born in "
+
i
);

}

```

Однак існує правило, яке має виконуватись — імена полів ітератора мають збігатися (без урахування регістру) з іменами полів у запиті. Це пов'язано з процесом розбору SQLJ-конструкції препроцесором. У випадку, якщо ім'я стовпчика в БД має назву, несумісну з правилами іменування змінних у Java, необхідно використовувати псевдоніми в запиті, що формує ітератор.

### Виклики процедур і функцій
Виклики процедур дуже просто записуються з використанням зовнішніх змінних:
```
#
sql
 
{
CALL
 
proc
 
(:
myarg
)};

```

Функції, в свою чергу, викликаються з використанням конструкції VALUE
```
int
 
i
;

#
sql
 
i
 
=
 
{
VALUES
(
func
(
34
))};

```

## Взаємодія з JDBC
Оскільки SQLJ-директиви при своєму використанні здійснюють JDBC-виклики, то цікавою є можливість використати ці технології разом. Досить легко перетворити ітератори в об'єкти ResultSet і навпаки.
Перетворення об'єкта ResultSet здійснюється дуже просто. Для цього спершу треба визначити ітератор з іменуванням стовпчиків (в нашому прикладі його буде позначено як Employees), а потім виконати операцію CAST:
```
#
sql
 
iterator
 
Employees
 
(
String
 
ename
,
 
double
 
sal
);

PreparedStatement
 
stmt
 
=
 
conn
.
prepareStatement
();

String
 
query
 
=
 
"SELECT ename, sal FROM emp WHERE "
;

query
 
+=
 
whereClause
;

ResultSet
 
rs
 
=
 
stmt
.
executeQuery
(
query
);

Employees
 
emps
;

#
sql
 
emps
 
=
 
{
CAST
 
:
rs
};

while
 
(
emps
.
next
())
 
{

      
System
.
out
.
println
(
emps
.
ename
()
 
+
 
" earns "
 
+
 
emps
.
sal
());

}

emps
.
close
();

stmt
.
close
();

```

Окремо варто зазначити, що після прив'язки результату запиту до ітератора окремо закривати результат запиту непотрібно — це за програміста зробить сам препроцесор.
Зворотний процес — перетворення ітератора в об'ект ResultSet здійснюється з допомогою ітераторів особливого типу, так званих слабо типізованих (англ. weakly typed) ітераторів.
```
sqlj
.
runtime
.
ResultSetIterator
 
iter
;

#
sql
 
iter
 
=
 
{
SELECT
 
ename
 
FROM
 
emp
};

ResultSet
 
rs
 
=
 
iter
.
getResultSet
();

while
 
(
rs
.
next
())
 
{

      
System
.
out
.
println
(
"employee name: "
 
+
 
rs
.
getString
(
1
));

}

iter
.
close
();

```

В цьому випадку зв'язок між ітератором і результатом запиту також зберігається й закривати слід саме ітератор.

## Плюси й мінуси SQLJ
Як уже згадувалось раніше, порівнювати SQLJ як технологію простіше всього з аналогічною Java-орієнтованою технологією того ж призначення, а саме — з JDBC. Ситуація ускладнюється тим, що ці технології не паралельні й не повністю взаємозамінні, а перебувають одна над одною архітектурно.
1. Запит однакового призначення, записаний у JDBC-викликах і в SQLJ-директиві, в більшості випадків буде більш компактно записано в тексті програми саме у другому випадку, що зменшує розмір лістингу й імовірність помилки, пов'язаної зі збиранням підсумкового рядка запиту з невеликих фрагментів;
2. Будь-яка SQLJ-директива на етапі компіляції розбирається й перевіряється препроцесором, отже, всі помилки синтаксису виявляються ще на цьому етапі, на відміну від JDBC, де контролюється правильність конструкцій тільки з точки зору синтаксису Java — за розбір і правильність власне запиту відповідає вже СУБД, що, звичайно ж, призводить до того, що такі помилки будуть виявлені вже на етапі запуску;
3. Власне сам препроцесор (що здебільшого має назву sqlj) не входить до JDK; він і необхідні для його роботи бібліотеки звичайно надаються виробниками СУБД. Це закономірно — як показано вище, SQLJ значно ближчий до СУБД, ніж власне до мови Java; більше того, препроцесор має враховувати особливості SQL-синтаксису «своєї» СУБД;
4. В більшості випадків — особливо це стосується часто виконуваних складних запитів, що працюють з великими масивами даних, — SQLJ-директива буде виконуватись в середньому швидше, ніж аналогічний набір JDBC-викликів. Це пов'язано з тим, що план для відповідного запиту в випадку SQLJ-директиви буде побудовано лише один раз, а потім використовуватиметься повторно, на відміну від JDBC, де побудова плану здійснюватиметься при кожному виклику;
5. Створюваний при трансляції SQLJ-директиви план запиту за необхідності може піддаватись налаштуванню з боку користувача; в випадку JDBC така можливість зі зрозумілих причин відсутня;
6. Якщо запит вимагає значних змін у кожному конкретному випадку (простий приклад: пошуковий запит за набором полів, значення в частині яких можуть бути відсутніми), то простіше використати JDBC, оскільки переваг у використанні SQLJ тут нема;
7. Оскільки при використанні JDBC не потрібен додатковий етап обробки коду — трансляція, то процес компіляції в цьому випадку буде швидшим.

## Приклади
В наступних прикладах порівнюється синтаксис SQLJ з використанням JDBC.
| JDBC | SQLJ |
| --- | --- |
| Багаторядковий запит | |
| PreparedStatement stmt = conn.prepareStatement( "SELECT LASTNAME" + " , FIRSTNME" + " , SALARY" + " FROM DSN8710.EMP" + " WHERE SALARY BETWEEN ? AND ?"); stmt.setBigDecimal(1, min); stmt.setBigDecimal(2, max); ResultSet rs = stmt.executeQuery(); while (rs.next()) { lastname = rs.getString(1); firstname = rs.getString(2); salary = rs.getBigDecimal(3); // Print row... } rs.close(); stmt.close(); | #sql private static iterator EmployeeIterator( String, String, BigDecimal); ... EmployeeIterator iter; #sql [ctx] iter = { SELECT LASTNAME , FIRSTNME , SALARY FROM DSN8710.EMP WHERE SALARY BETWEEN :min AND :max }; do { #sql { FETCH :iter INTO :lastname, :firstname, :salary }; // Print row... } while (!iter.endFetch()); iter.close(); |
| Однорядковий запит | |
| PreparedStatement stmt = conn.prepareStatement( "SELECT MAX(SALARY), AVG(SALARY)" + " FROM DSN8710.EMP"); rs = stmt.executeQuery(); if (!rs.next()) { // Error—no rows found } maxSalary = rs.getBigDecimal(1); avgSalary = rs.getBigDecimal(2); if (rs.next()) { // Error—more than one row found } rs.close(); stmt.close();                                                                               | #sql [ctx] { SELECT MAX(SALARY), AVG(SALARY) INTO :maxSalary, :avgSalary FROM DSN8710.EMP }; |
| команда INSERT | |
| stmt = conn.prepareStatement( "INSERT INTO DSN8710.EMP (" + "EMPNO, FIRSTNME, MIDINIT, LASTNAME, HIREDATE, SALARY" + ") VALUES (?, ?, ?, ?, CURRENT DATE, ?)"); stmt.setString(1, empno); stmt.setString(2, firstname); stmt.setString(3, midinit); stmt.setString(4, lastname); stmt.setBigDecimal(5, salary); stmt.executeUpdate(); stmt.close();                                                          | #sql [ctx] { INSERT INTO DSN8710.EMP (EMPNO, FIRSTNME, MIDINIT, LASTNAME, HIREDATE, SALARY) VALUES (:empno, :firstname, :midinit, :lastname, CURRENT DATE, :salary) }; |

## Підтримка програмними засобами

### Informix
http://www-01.ibm.com/software/data/informix/pubs/library/iif.html [Архівовано 12 лютого 2009 у Wayback Machine.]
Див. Embedded SQLJ User’s Guide

## Зовнішні посилання
- http://sqlj.org/ [Архівовано 4 січня 2014 у Wayback Machine.]
- IBM Redbook: DB2 for z/OS and OS/390: Ready for Java [Архівовано 18 травня 2011 у Wayback Machine.]